# Вірлівська сільська рада
Ві́рлівська сільська́ ра́да — адміністративно-територіальна одиниця та орган місцевого самоврядування у Зборівському районі Тернопільської області. Адміністративний центр — село Вірлів.

## Загальні відомості
Вірлівська сільська рада утворена в 1991 році.
- Територія ради: 1,524 км²
- Населення ради: 477 осіб (станом на 2001 рік)
- Територією ради протікає річка Мала Стрипа

## Населені пункти
Сільській раді були підпорядковані населені пункти:
- с. Вірлів
- с. Храбузна

## Склад ради
Рада складалася з 12 депутатів та голови.
- Голова ради: Шуміліна Марія Володимирівна
- Секретар ради: Дяків Галина Іванівна

### Керівний склад попередніх скликань
| Прізвище, ім'я, по батькові  | Основні відомості                                                                                   | Дата обрання | Дата звільнення |
| ---------------------------- | --------------------------------------------------------------------------------------------------- | ------------ | --------------- |
| Панас Людмила Петрівна       | Сільський голова, 1963 року народження, член Української Народної Партії                            | 26.03.2006   | 01.02.2008      |
| Шуміліна Марія Володимирівна | Сільський голова, 1965 року народження, освіта середня спеціальна, член Української Народної Партії | 01.06.2008   | 31.10.2010      |
| Шуміліна Марія Володимирівна | Сільський голова, 1965 року народження, освіта середня спеціальна, член Української Народної Партії | 31.10.2010   |                 |

Примітка: таблиця складена за даними сайту Верховної Ради України

### Депутати
За результатами місцевих виборів 2010 року депутатами ради стали:

#### За суб'єктами висування
| Суб'єкт висування | Кількість обраних депутатів | %   |
| ----------------- | --------------------------- | --- |
| Самовисування     | 12                          | 100 |

#### За округами
| № округу | Прізвище, ім'я, по батькові    | Дата визнання обраним | Освіта             | Партійна приналежність | Відомості про обраного депутата                                                                             |
| -------- | ------------------------------ | --------------------- | ------------------ | ---------------------- | --- |
| 1        | Юзва Стеван Володимирович      | 04.11.2010            | середня            | позапартійний          | тимчасово не працює                                                                                         |
| 2        | Стецюк Галина Євгенівна        | 04.11.2010            | середня            | позапартійна           | Територіальний центр обслуговування інвалідів, одиноких громадян при управлінні праці та соцзахисту при РДА |
| 3        | Николишин Василь Володимирович | 04.11.2010            | середня            | позапартійний          | ТНТУ ім. І.Пулюя студент                                                                                    |
| 4        | Славич Надія Іванівна          | 04.11.2010            | середня спеціальна | позапартійна           | Управління держкомзему у Зборівському районні, спеціаліст                                                   |
| 5        | Дяків Надія Ярославівна        | 04.11.2010            | середня спеціальна | позапартійна           | фельдшерсько-акушерський пункт с. Вірлів, завідувач ФАПом                                                   |
| 6        | Сагайдак Надія Ярославівна     | 04.11.2010            | вища               | позапартійна           | Фінансове управління Зборівської РДА, економіст                                                             |
| 7        | Гарбар Наталія Михайлівна      | 04.11.2010            | середня            | позапартійна           | пенсіонер                                                                                                   |
| 8        | Іванина Микола Зіновійович     | 04.11.2010            | середня            | позапартійний          | ТзОВ «ДОТАР -АГРО», тракторист                                                                              |
| 9        | Целеп Лідія Григорівна         | 04.11.2010            | середня            | позапартійна           | Пліснянське відділення зв'язку, листоноша                                                                   |
| 10       | Цвірла Марія Йосипівна         | 04.11.2010            | середня спеціальна | позапартійна           | тимчасово не працює                                                                                         |
| 11       | Дяків Галина Іванінвна         | 04.11.2010            | середня спеціальна | позапартійна           | Вірлівська сільська рада, секретар                                                                          |
| 12       | Пелих Володимир Петрович       | 04.11.2010            | середня спеціальна | позапартійний          | пенсіонер                                                                                                   |